# Надпись на могиле чергубыля Мостича

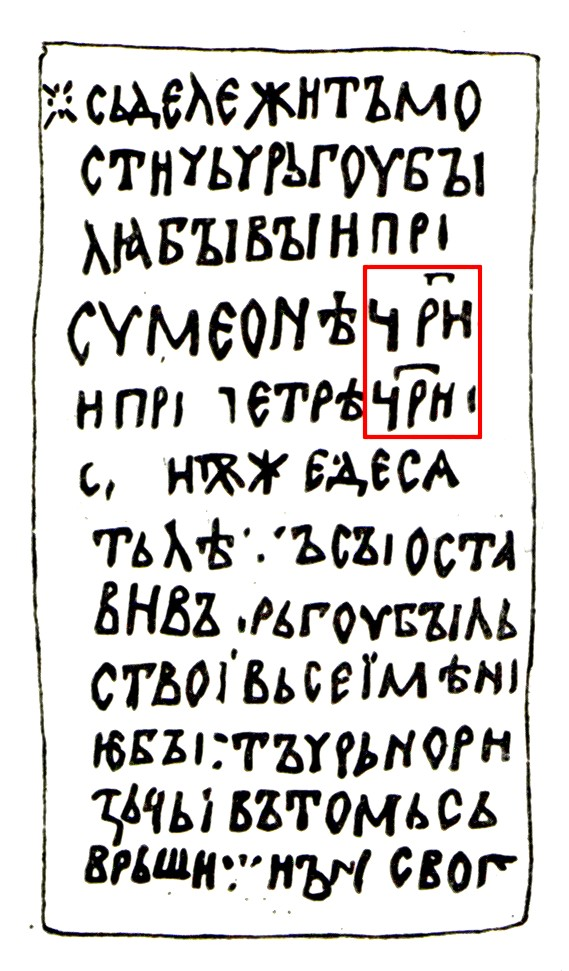
Прорись надписи Мостича с выделенной самой ранней фиксацией титула цесарь

Надгробная надпись на могиле чергубыля Мостича — древнеболгарский кириллический памятник письменности X века. Обнаружена в 1952 г. в Преславе Станчо Ваклиновым. Надпись расположена на надгробной плите болгарского ичиргу боила (или чергубыля) Мостича, жившего во времена Первого болгарского царства при царях Симеоне и Петре. Композиционно надпись составлена по образцу греческих христианских надгробных надписей: не указаны дата смерти и монашеское имя умершего. В настоящее время памятник хранится в Музее археологии в Софии.

## Текст надписи
сьдє лєжитъ мо-
стичь чрьгѹбꙑ-
лꙗ бꙑвꙑи при
сѵмєонѣ ц︢ри
и при пєтрѣ ц︢ри о-
с[м]иѭ жє дєсѧ-
ть лѣтъ сꙑ оста-
вивъ чрьгѹбꙑль-
ство ї вьсє їмѣні-
ѥ бꙑстъ чрьнори-
зьць ї въ томь сь-
врьши жизнь своѭ

## Перевод
Здесь лежит Мостич, бывший ичиргу боилом при царе Симеоне и при царе Петре. Будучи 80 лет, оставил должность ичиргу боила и все имущество и стал монахом. И так закончил жизнь свою.